# Конкурентоспособность товара
Конкурентоспосо́бность това́ра — способность продукции (товара, изделия) быть привлекательной по сравнению с другими изделиями (товаром) аналогичного вида и назначения благодаря лучшему соответствию своих характеристик требованиям данного рынка и потребительским оценкам.
Характеристики товара определяют его потребительские свойства, которые, в свою очередь, включают ряд показателей качества этого товара. Конкурентоспособность товара зависит как от отдельного показателя, так и от их совокупности (синергия).
Конкурентоспособность товара обеспечивается конкурентными позициями, которые занимают предприятия (фирмы), производящие и распространяющие товар.
Показатели, характеризующие конкурентоспособность товара, часто подразделяют на две группы (так называемый «критерий оптимальности» или  «цена-качество»):
- Показатели, которые характеризуют потребительские свойства товара (его качество), из которых складывается его полезный эффект. Они представляют набор «жестких» и «мягких» показателей;
- Экономические показатели, которые характеризуют экономические свойства товара (так называемый цену (стоимость)).

«Жесткие» показатели обеспечивают физическую возможность использования товара по назначению и подразделяются на следующие группы:
1. технические — это показатели назначения (свойства и функции товара, определяющие область его применения), эргономические показатели (характеризуют соответствие товара свойствам человеческого организма), технические показатели (технологические решения, надежность, безопасность);
2. нормативные — показатели соответствия требованиям международных и национальных стандартов, нормативов, действующих на рынке, где данный товар предполагается продавать.

«Мягкие» показатели характеризуют эстетические (дизайн, цвет, упаковку и тому подобное) и психологические (престижность, привлекательность, доступность и тому подобное) свойства товара.